# Casa de Khachen
A Casa de Khachen (em armênio/arménio:  Խաչենի տուն, transl. Khach’eni tun) governou Artsaque do século IX ao início do XIX. No século XII, o governo do Principado de Khachen foi dividido por três ramos: Haterque, Tsar (ou Alto Cachene) e Baixo Cachene (centrado em Ganzasar). Inicialmente, foram entronizados os príncipes de Haterque. No entanto, após a morte de Haçane II, o ramo de Haterque se exauriu e seus domínios foram divididos entre os Tsar e Baixo Cachene. E desde o início do século XIII, o trono passou de uma vez por todas para os príncipes do Baixo Cachene. Nos séculos seguintes, o governo de Khachen consistia em dois clãs proeminentes: Dopianos (Tsar ou Alto Cachene) e Haçane-Jalaliã (Baixo Cachene). Os Haçane-Jalaliã governaram o Principado de Khachen até 1827, após o qual a Casa de Khachen foi extinta.

## História
As dinastias da Casa de Khachen remontam a Haico e seus descendentes. De acordo com Moisés de Corene e Moisés de Dascurã, o fundador dos principados de Artsaque e Gardamana foi Arrã, filho de Sisaque "da família de Haico". Corene escreve especificamente: “Foi da geração deste Sisaque e ... do famoso e corajoso Arrã, que foi nomeado pelo parta Valarsaces como governante”. De acordo com o testemunho de Calancatuique, os reis da dinastia de Arrã-Xaique de Artsaque-Aluanque [Albânia] descendiam do patriarca Arrã Sisaquiã, até Vachagã III da Albânia (r. 485–523). Com base em Corene, Calancatuique, Ganzaca e outros historiadores e fontes, o historiador Bagrate Ulubabian provou a relação sanguínea direta das famílias nobres Haicazúnio, Sisaquiã (Siuni), Arranxaíquida, Vaquitanguiã e Haçane-Jalaliã.

### Genealogia da casa real de Khachen:
- Sal Simbaciã Arranxaique, príncipe do Castelo de Khachen (†854);
- João;
- Adanarses, casado com a princesa Esprã Mirraniã;
- Gregório Hamã, príncipe de Aguanque;
- Saaque Sevada, príncipe de Gardamana e Parisos (segunda metade do séc. X);
- Gregório, o Grande;[7]
- Senaqueribe;[7]
- Gregório (séc. XI);
- Vactangue Sacar (†1190).

### Ramo Haterque
- Vactangue Sacar, casado com Chuchique;
- Haçane, o Religioso (1142-1182);[nt 1]
- Vactangue Tagavorazn (1182-1214), casado com Arzu-catun;
- Haçane II (1214-1216).[nt 2][nt 3]

### Ramo Tsar (Alto-Khachen)
- Haçane I, casado com Dopa, irmã de Zacar e Ivã Zacariã;[nt 4][nt 5]

- Gregório I Dopiã;
- Haçane II (falecido em 1287), casado com Mancã, filha de Curdo I Vachutiã;
- Gregório II (1287 - meados do séc. XIV), casado com a princesa Aspa Dopiã-Orbeliã;[nt 6]

- Haçane III (falecido em 1380);[nt 7]
- Vagrã.[8][nt 8][nt 9]
- Janxe I;
- Haçane IV, casado com Tatum, filha de Curdo II Vachutiã;
- Janxe II (segunda metade do séc. XV);
- Mirzajã;
- Melcon.

### Ramo do Baixo-Khachen
- Vactangue Sacar (†1190), casado com Chuchique;
- Gregório I;
- Vactangue I (segunda metade do séc. XII), casado com Taguhi, princesa de Siunique;
- Haçane, o Grande, casado com Mancã;
- Vactangue Tanguique, casado com Corixá, irmã de Zacar e Ivã Amirspalasar;
- Haçane-Jalal, príncipe de Khachen e Arrã, rei de Artsaque (1214-1261), casado com Mancã, princesa de Siunique;[nt 10]
- Ivã Atabeque I (1261-1287);
- Jalal II (1287 - c.1318);
- Ivã Atabeque II (†1361);
- Jalal III (†1431);
- Agbaste (meados do séc. XV);
- Saitum;
- Velichã (até o início do séc. XVI);
- Merabe, casado com Chahum;
- Jalal IV (até o início do séc. XVII);[nt 11]
- Merabe II;
- Velichã III (†1686);
- Mulque Beque (†1716);
- Melique Gregório II;
- Melique Alaverde I;
- Melique Beque;
- Melique Daniel Beque (†1797);
- Melique Alaverde II (†1827).[9][nt 12]